# Francesco Nerli (1636-1708)
Pour les articles homonymes, voir Francesco Nerli et Nerli.
Francesco Nerli, iuniore (né le 12 ou 13 juin 1636 à Rome, Italie, alors dans les États pontificaux, et mort le 8 avril 1708 à Rome) est un cardinal italien du XVIIe siècle et du début du XVIIIe siècle. Il est un neveu du cardinal Francesco Nerli, seniore (1669).

## Biographie
Francesco Nerli étudie à l'université de Pise et est chanoine à Florence. Il va à Rome et y est chanoine de la basilique Saint-Pierre et référendaire au tribunal suprême de la Signature apostolique. Il est abbé commendataire de l'abbaye de S. Lorenzo à Arena et de l'abbaye de Ss. Quattri Coronati à Cingoli.
Nerli est élu archevêque titulaire d'Andrinople (de) et nommé nonce apostolique en Pologne en 1670 et transféré la même année à l'archevêché de Florence. En 1672, il est nommé nonce apostolique en France.
Le pape Clément X le crée cardinal lors du consistoire du 12 juin 1673. Le cardinal Nerli est cardinal secrétaire d'État en 1673-1676 et camerlingue du Sacré Collège en 1684-1685. En 1685 il est transféré au diocèse d'Assise (avec titre personnel d'archevêque).
Nerli participe au conclave de 1676, lors duquel Innocent XI est élu pape, et aux conclaves de 1689 (élection d'Alexandre VIII), de 1691 (élection d'Innocent XII) et 1700 (élection de Clément XI). Il est nommé archiprêtre de la basilique Saint-Pierre en 1704.

## Succession apostolique
Francesco Nerli a ordonné les évêques suivants :
- Archevêque Pietro Alberini (en) (1674)
- Archevêque Muzio Soriano (it) (1674)
- Évêque Vincenzo Ragni, O.S.B. (1674)
- Évêque Filippo Neri degli Altoviti (1675)
- Évêque Giovanni Vespoli-Casanatte, C.R. (1675)
- Évêque Riccardo Annibaleschi della Molara (en) (1675)
- Cardinal Francesco Martelli (1675)
- Évêque Thomas de Castro (en), C.R. (1675)
- Patriarche Giuseppe Gaetani d'Aragona (it) (1676)
- Évêque Giovan Donato Giannoni Alitto (en) (1680)
- Évêque Girolamo Prignano (1680)
- Évêque Giovan Giorgio Mainardi (1680)
- Évêque Giuseppe Ottavio Attavanti (1683)
- Évêque Michele Carlo Visdomini Cortigiani (en) (1683)
- Archevêque Antonio Francesco Roberti (1685)
- Évêque Giovanni Girolamo Naselli (en) (1685)
- Évêque Francesco Antonio Giannone (1685)
- Cardinal Lorenzo Casoni (1690)
- Cardinal Nicolò Acciaioli (1693)
- Archevêque Domenico Folgori (1695)